# Ron Dennis
Ronald „Ron” Dennis (ur. 1 czerwca 1947 w Woking) – Brytyjczyk, w latach 1980–2017 współwłaściciel McLaren Group. Był również dyrektorem zespołu McLaren w Formule 1.

## Życiorys
Zaczynał karierę w Formule 1 jako mechanik, w wieku 18 lat.
W 1971 roku założył pierwszy własny zespół Rondel Racing, startujący w niższych kategoriach wyścigowych.
We wrześniu 1980 roku za sprawą ingerencji sponsora, producenta papierosów Marlboro, doszło do fuzji pomiędzy aktualnym zespołem Dennisa, Project Four, oraz startującą w Formule 1 ekipą McLaren.
Dennis prowadził zespół McLaren w latach 1981-2009, wygrywając tytuły mistrzowskie z takimi kierowcami jak Niki Lauda, Alain Prost, Ayrton Senna, Mika Häkkinen oraz Lewis Hamilton.
W 2017 roku sprzedał swoje udziały w McLaren Technology Group i McLaren Automotive.

## Wyróżnienia
Dennis jest kawalerem Orderu Imperium Brytyjskiego.